# متسلسلة دركليه

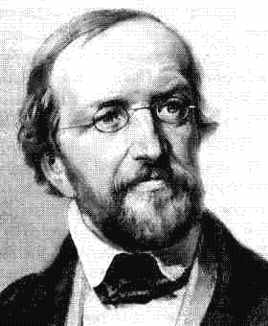

في الرياضيات، متسلسلة دركليه (بالإنجليزية: Dirichlet series)‏ هي كل متسلسلة تكتب على الشكل التالي:
{\displaystyle \sum _{n=1}^{\infty }{\frac {a_{n}}{n^{s}}},}
حيث s و an هي أعداد عقدية.
تلعب متسلسلات دركليه مجموعة من الأدوار المهمة في نظرية الأعداد التحليلية.
سميت هاته المتسلسلة هكذا نسبة إلى عالم الرياضيات يوهان بيتر غوستاف لوجون دركليه.

## أمثلة
أشهر متسلسلة لدركليه هي دالة زيتا لريمان.